# Syllis garciai
Syllis garciai är en ringmaskart som först beskrevs av Campoy 1982.  Syllis garciai ingår i släktet Syllis och familjen Syllidae. Arten har ej påträffats i Sverige. Inga underarter finns listade i Catalogue of Life.